# Rob Bell
Robert Holmes Bell Jr., conocido como Rob Bell (23 de agosto de 1970), es un escritor y conferencista cristiano estadounidense y pastor fundador de la Iglesia Bíblica de la Colina de Marte en Grand Rapids, Míchigan. También es protagonista de una serie de cortometrajes espirituales llamado Nooma.

## Biografía

### Educación y ministerio
Bell es hijo del Juez Robert Holmes Bell, quien fue nominado a la magistratura federal por Ronald Reagan y confirmado por el Senado de Estados Unidos. Bell creció en un ambiente cristiano tradicional.
Asistió al Wheaton College donde compartió habitación con Ian Eskelin de la banda de Rock cristiano "All Star United". Junto a sus amigos Dave Houk, Brian Erickson, Steve Huber y Chris Fall formó una banda de Rock indie llamada "_ton bundle", influenciada musicalmente por bandas como R.E.M. y Talking Heads. Durante ese período "_ton bundle" escribió la canción "Velvet Elvis", basada en la misma pintura que usó en su primer libro Velvet Elvis: Repainting the Christian Faith. En Wheaton, Bell conoció a su esposa Kristen. Con el tiempo la banda "_ton bundle" comenzó a hacerse conocida y fueron invitados a tocar en grandes eventos, sin embargo todos los planes se derrumbaron cuando Bell sufrió una lesión en la cabeza. Bell narra esta historia en una entrevista en el blog de Jimmy Eat World.
Bell se graduó en 1992 y en los veranos se dedicó a trabajar dando clases de esquí acuático en el Campamento Honey Rock del Wheaton College . Ganaba cerca de treinta dólares a la semana. Durante ese tiempo Bell se ofreció por primera vez a predicar un sermón, luego de que los consejeros del campamento no pudieran encontrar ningún predicador disponible. Bell afirma que fue el Espíritu Santo quien lo llevó a aceptar la responsabilidad y predicar un mensaje acerca del "descanso". Luego del mensaje varias personas se le acercaron aconsejándole que hiciera carrera como predicador.
Siguiendo su llamado, Bell se mudó a Pasadena, California y obtuvo una Mestría en Divinidad en el Seminario Teológico Fuller. Bell afirma que no obtuvo buenas calificaciones en las clases de predicación debido a que siempre buscaba formas innovadoras de comunicar sus ideas. 
Durante el tiempo en que estudió en Fuller estuvo internado en la Iglesia Lake Avenue. Ocasionalmente asistió a la Asamblea Cristiana en Eagle Rock, California, quienes lo llevaron a él y a su esposa a preguntarse acerca de cómo debería ser una iglesia moderna.
Entre 1995 y 1997, Bell formó parte de una banda llamada Big Fil que editó dos CD, el primero con el mismo nombre de la banda y el segundo titulado Via De La Shekel. Cuando se le preguntó cuál era el estilo musical de la banda, Bell respondió que era "gospel norteño", expresión que luego usaron como título de una canción de su segundo álbum. Después de la disolución de la banda, Bell realizó dos proyectos más con el nombre de Uno Dos Tres Communications volúmenes 1 y 2, conservando el mismo estilo musical.
En enero del 2007 la revista TheChurchReport.com ubicó a Bell en el número 10 de su lista de los "50 cristianos más influyentes de América", elaborada de acuerdo a la votación de sus lectores y de las visitas de su sitio Web.

### Iglesia Bíblica de la Colina de Marte
Bell se mudó junto a su esposa a Grand Rapids para estar cerca de su familia y aceptando una invitación para estudiar junto al pastor Ed Dobson. Se hizo cargo de varias de las predicaciones del servicio nocturno del sábado en la Iglesia Calvary.
Bell anunció que se instalaría por su cuenta para iniciar un nuevo tipo de comunidad y que la llamaría "Colina de Marte" como el lugar en Grecia donde el apóstol Pablo le dijo a la multitud: "Pues al pasar y contemplar vuestros monumentos sagrados, he encontrado también un altar en el que estaba grabada esta inscripción: AL DIOS DESCONOCIDO. Pues bien, lo que adoráis sin conocer, eso os vengo yo a anunciar."
En febrero de 1999, Bell funda la Iglesia Bíblica de la Colina de Marte con los feligreses que originalmente se reunían en el gimnasio de una escuela en Wyoming, Míchigan. En el año siguiente la iglesia recibió como donación un centro comercial en Grandville, Míchigan y compraron los terrenos adyacentes. En julio del 2000, las instalaciones abrieron las puertas con 3.500 "sillas grises". Para el año 2005, se estimaba que cerca de 11.000 personas asistían a las dos reuniones los domingos, a las 9:00 y 11:00 de la mañana.
Sus enseñanzas en Colina de Marte inspiraron la popular calcomanía "Love Wins" ("El Amor Gana") que la congregación distribuye gratuitamente luego de los servicios.
Bell reserva los viernes como su día de descando personal con la finalidad de mantener un equilibrio en su vida, esos días no permite ningún tipo de contacto por medios electrónicos y todas sus obligaciones con la congregación son asumidas por otros pastores de la iglesia.

### Otros proyectos
Bell es el protagonista de Nooma, una serie de cortometrajes creados por una productora cinematográfica sin fines de lucro basada en el Oeste de Michingan llamada Flannel. El título de la serie "Nooma" es una variación al inglés de la palabra griega pneuma que significa aliento o espíritu. Cada cortometraje presenta enseñanzas de Rob Bell, acompañada de música escrita e interpretada por artistas locales independientes con la excepción de la música de The Album Leaf que fue licenciada para el DVD Nooma titulado Tumulto.
En agosto del 2005, Zondervan Publishing publicó el primer libro de Bell titulado Velvet Elvis: Repainting the Christian Faith. Esta obra está dedicada a quienes, en palabras de Bell, "están fascinados con Jesús pero no con el paquete cristiano estándar". Su segundo libro, titulado Sexo Dios: Explorando las interminables conexiones entre sexualidad y espiritualidad fue lanzado en marzo del 2007.
En febrero y marzo del 2007, Bell presentó la gira "Sexo Dios" en seis campus universitarios para promover su libro. En la práctica las conferencias giraron en torno a preguntas y respuestas orientadas a parejas de novios. Las preguntas iban desde "las normas acerca de la homosexualidad en el Antiguo testamento" a "qué deben hacer los cristianos con la palabra 'evangélico'". Cada noche terminaba con la presentación del video número 15 de Nooma titulado "Tú".
El 30 de junio de 2006, en Chicago, Bell lanzó la gira nacional de su conferencia titulada Todo es espiritual la cual llenó las salas en ciudades a través de todo Norteamérica. Los fondos provenientes de la venta de entradas fueron usados para apoyar a WaterAid, una organización sin fines de lucro dedicada a ayudar a la gente a salir de la pobreza y de las enfermedades causadas por vivir sin agua potable y sin servicios sanitarios. El DVD de Todo es espiritual está disponible en el sitio Web de Flannel.
En junio del 2007 Bell realizó la gira Llamando a todos los pacifistas recorriendo el Reino Unido e Irlanda.
Bell lanzó otra gira de conferencias el 5 de noviembre de 2007 en Chicago, Los dioses no están enojados llenando nuevamente las salas norteamericanas. El tema de la presentación era una defensa de la justificación por fe y no por obras. Las ganancias generadas por la gira fueron usadas para sostener un programa de microfinanciamiento para los pobres de Burundi, una misión sostenida por la iglesia de Bell.
El 2009, Bell publicó su proyecto titulado "Drops Like Stars" explorando la relación entre creatividad y sufrimiento. El libro fue inicialmente escrito a mano por Bell y complementado con fotografías. "Drops Like Stars" incluye una gira de conferencias del mismo nombre. Las fechas de la gira están listadas en el sitio Web de Rob Bell.

## Creencias
En sus escritos, Bell afirma cosas como ciertas independientemente de su fuente diciendo: "declaro la verdad en cualquier lugar, en cualquier sistema religioso, en cualquier visión del mundo. Si es verdad, entonces pertenece a Dios." Sin embargo, según la declaración teológica de la Iglesia Bíblica de la Colina de Marte, reconoce a la Biblia como fuente autorizada de verdad con la cual comparar toda otra verdad.
Bell señala "Esto no es simplemente el mismo viejo mensaje con nuevos métodos. Estamos redescubriendo el cristianismo como una religión oriental, como una forma de vida. Las metáforas legalistas de la fe no llevan a una forma de vida. Crecimos en iglesias donde la gente sabía los nueve versículos acerca de por qué no hablamos en lenguas, pero nunca había experimentado la sobrecogedora presencia de Dios". Los comentarios de Bell acerca del cristianismo como religión "oriental" aluden a una variedad de fuentes, incluyendo a Ray Vander Laan, quien compara y contrasta el pensamiento griego (occidental) con el pensamiento hebreo (oriental).

### Respuesta a los críticos
El 12 de septiembre de 2005, al comentar acerca de las críticas, Bell señaló a la congregación que no iba a gastar energía en debatir sino a asuntos más productivos. Además sostuvo que "los reporteros pueden usar pequeñas secciones de algo para torcer lo que digo" y que quienes no han leído el libro (Velvet Elvis) no tienen fundamentos para debatir.
En un artículo del Chicago Sun Times titulado ¿El próximo Billy Graham?, Bell respondió a los críticos:
"Cuando la gente dice que está en cuestionamiento la autoridad de las Escrituras o la centralidad de Jesús, lo que realmente está siendo amenazado es su sistema social, económico y político que ha sido construido en el nombre de Jesús", señala Bell. "Generalmente bajo algunas de las críticas más venenosas y mordaces acecha alguien que ha creado una fachada que no está funcionando... Pero yo amo a todas las personas y ¡tú eres la próxima!", señala riendo, "así es como respondo a las críticas".
A principios de 2011 se ve envuelto en medio de críticas por sus comentarios con respecto a la existencia del infierno hechas en su libro "Love Wins".  Según sus críticos Bell pone en tela de juicio la creencia de que un grupo seleccionado de cristianos pasará la eternidad gozando de las delicias celestiales, mientras que el resto del mundo será atormentado para siempre en el infierno.  Sin embargo, días más tarde de verse en medio de la polémica respondió en una entrevista al Washington Post que si cree en el infierno.